# Shirataki
Els shirataki (japonès: 白滝) són una mena de fideus o espaguetis fets a partir de l'arrel de konjac, una planta originària de la zona subtropical temperada asiàtica.

## Característiques
Tenen un contingut baix en hidrats de carboni i, per tant, són especialment adequats per a totes les dietes basades en una ingesta limitada d'hidrats de carboni, com també per a diabètics. També són pobres en altres macronutrients i això determina un aportament calòric específic molt baix en comparació amb la pasta de blat.
Són compostos principalment d'aigua i glucomanan. El terme "shirataki", que descriu l'aspecte dels espaguetis, significa "cascada blanca".

## Comercialització
Es poden trobar a les botigues de queviures asiàtiques i en alguns supermercats en forma humida (embalats en plates que contenen aigua) i en forma seca.